# Symfonie nr. 3 (Gade)
Niels Gade voltooide zijn Symfonie nr. 3 in 1847.
Gade had enige moeite om deze symfonie op papier te krijgen. Twee eerste delen verdwenen in de prullenmand voordat Gade een tevreden opening voor deze symfonie had gevonden. Het resultaat mocht er volgens de Duitse muziekbladen zijn. Na de eerste uitvoering op 9 december 1847 door het Gewandhausorchester onder leiding van de componist, schreven zij dat de symfonie beter was dan haar voorgangers. Ondanks het feit dat de symfonie (en de componist) het moeilijk hadden door de Eerste Duits-Deense Oorlog werd het toch regelmatiger in Duitsland uitgevoerd dan in Gades thuisland Denemarken. In de 20e eeuw bleven toch vooral de eerste en tweede symfonie overeind.
Gade schreef het werk voor:
- 2 dwarsfluiten, 2 hobo’s, 2 klarinetten, 2 fagotten
- 4 hoorns, 2 trompetten, 1 trombone
- pauken
- violen, altviolen, celli, contrabassen

De symfonie is opgedragen aan vriend en acteur Nicolai Peter Nielsen (1795-1860).